# Remgro
Remgro Limited ist eine südafrikanische Holdinggesellschaft mit Sitz in Stellenbosch. Sie wird von der Familie von Johann Rupert kontrolliert.

## Geschichte
1940 gründete Anton Rupert in Johannesburg das Tabakunternehmen Voorbrand, aus dem 1948 die Rembrandt Group hervorging.
1950 ging die Rembrandt Group an die Johannesburger Börse.
1972 wurden die ausländischen Aktivitäten in Rothmans International zusammengefasst, das an der London Stock Exchange notiert wurde.
In den 1970ern begann die Expansion in neue Geschäftsfelder, darunter Banken, Bergbau, Mobilfunk, Druck und Nahrungsmittel.
1995 brachten Rembrandt und Richemont ihr gesamtes Tabakgeschäft in Rothmans International ein.
1999 wurde Rothmans International durch British American Tobacco (BAT) übernommen.
Im Jahr 2000 wurde die Gruppe neu strukturiert: Alle Beteiligungen im Bereich Tabak, Banken, Bergbau und Industrie wurden in Remgro Limited eingebracht, Beteiligungen im Bereich Technologie und Telekommunikation in VenFin Limited. Nach Abspaltung der BAT-Beteiligung 2008 wurden 2009 Remgro und VenFin wieder fusioniert.

## Portfolio
Remgro Limited hält folgende Beteiligungen (Stand Juni 2012):
- Finanzdienstleistungen
  - RMB Holdings Limited 27,9 %
  - RMI Holdings 30,3 %
  - FirstRand 4,0 %
- Industrie
  - Mediclinic 45,0 % (Krankenhäuser)
  - Unilever South Africa Holdings 25,8 %
  - Distell Group 33,5 % (Wein und Spirituosen)
  - Rainbow Chicken 73,4 % (Geflügel)
  - Tsb Sugar 100 % (Zucker)
  - Air Products South Africa 50,0 %
  - Grindrod 23,5 % (Logistik)
  - KTH/KTI 27,5 % (Holding)
  - Total South Africa 24,9 %
  - PGSI 28,5 % (Glas)
  - Wispeco 100 % (Aluminium)
- Medien
  - Sabido 31,6 %
  - MAR 56,5 %
- Technologie
  - Community Investment Ventures (CIV group) 43,8 %
  - SEACOM 56,5 %
- Sonstige
  - Business Partners 29,9 % (Finanzdienstleistungen)

Der Gesamtbuchwert des Portfolios betrug per 30. Juni 2012 53 Milliarden ZAR.
Remgro Limited versteht sich als Finanzholding, d. h., es erfolgt kein Eingriff in das operative Geschäft der Beteiligungen.

## Aktie
Die Aktie der Remgro Limited ist an der Johannesburger Börse notiert. Nach Marktwert gehört Remgro Limited zu den größten Unternehmen Afrikas und ist daher auch im 2008 neu geschaffenen S&P Africa 40 Index enthalten.